# Tjäpsjauratje
Tjäpsjauratje är en sjö i Sorsele kommun i Lappland och ingår i Umeälvens huvudavrinningsområde. Tjäpsjauratje ligger i Vindelfjällen Natura 2000-område.